# Joi McMillon
Joi McMillon (...) è una montatrice statunitense, candidata all'Oscar al miglior montaggio per Moonlight (2016).

## Biografia
Si è laureata nel 2003 in cinema all'Università statale della Florida. Ha lavorato a lungo come assistente al montaggio e aiuto montatrice nel cinema indipendente.
Il suo primo lungometraggio di finzione da montatrice, Moonlight di Barry Jenkins (che ha montato con Nat Sanders, occupandosi dell'ultimo segmento del film), le è valso nel 2017 una candidatura all'Oscar al miglior montaggio, facendo di lei la prima montatrice afroamericana nella storia del cinema ad essere candidata al premio.

## Filmografia

### Montatrice

#### Cinema
- Chlorophyl, regia di Barry Jenkins - cortometraggio (2011)
- Moonlight, regia di Barry Jenkins (2016)
- Lemon, regia di Janicza Bravo (2017)
- Il castello di vetro (The Glass Castle), regia di Destin Daniel Cretton (2017) - montatrice aggiuntiva
- American Woman, regia di Jake Scott (2018)
- Se la strada potesse parlare (If Beale Street Could Talk), regia di Barry Jenkins (2018)
- Zola, regia di Janicza Bravo (2020)
- Mufasa - Il re leone (Mufasa: The Lion King), regia di Barry Jenkins (2024)

#### Televisione
- Girls – serie TV, episodio 5x10 (2016)
- La ferrovia sotterranea (The Underground Railroad) – miniserie TV, 5 puntate (2021)

### Scenografa
- My Josephine, regia di Barry Jenkins - cortometraggio (2003)
- Little Brown Boy, regia di Barry Jenkins - cortometraggio (2003)

## Riconoscimenti
- Premio Oscar
  - 2017 - Candidatura al miglior montaggio per Moonlight
- American Cinema Editors
  - 2017 - Candidatura al miglior montaggio di un lungometraggio drammatico per Moonlight
- Chicago Film Critics Association
  - 2016 - Candidatura al miglior montaggio per Moonlight
- Critics' Choice Award
  - 2016 - Candidatura al miglior montaggio per Moonlight
- Independent Spirit Award
  - 2017 - Miglior montaggio per Moonlight
  - 2021 - Miglior montaggio per Zola
- Las Vegas Film Critics Society
  - 2016 - Miglior montaggio per Moonlight
- St. Louis Film Critics Association
  - 2016 - Candidatura al miglior montaggio per Moonlight
- Satellite Award
  - 2017 - Candidatura al miglior montaggio per Moonlight
  - 2019 - Candidatura al miglior montaggio per Se la strada potesse parlare